# Marvin Levy
Marvin David Levy (Passaic, 2 agosto 1932 – Fort Lauderdale, 9 febbraio 2015) è stato un compositore statunitense, noto soprattutto per la sua opera Mourning Becomes Electra.